# Hayley Peirsol
Hayley Peirsol (Estados Unidos, 9 de agosto de 1985) es una nadadora estadounidense retirada especializada en pruebas de estilo libre larga distancia, donde consiguió ser medallista de bronce mundial en 2007 en los 800 metros.

## Carrera deportiva
En el Campeonato Mundial de Natación de 2007 celebrado en Melbourne ganó la medalla de bronce en los 800 metros estilo libre, con un tiempo de 8:26.41 segundos, tras su compatriota Kate Ziegler y la francesa Laure Manaudou (plata con 8:18.80 segundos).